# Rodolfo Biagi
Rodolfo Biagi (Buenos Aires; 14 de marzo de 1906 - Ibídem; 24 de septiembre de 1969) fue un director de orquesta, compositor y pianista argentino cuyo apodo era «manos brujas» y que es considerado una importante figura vinculado a la música de tango.
Desde 1935 hasta 1938 se desempeñó como pianista de la orquesta de tango de Juan D´Arienzo. En 1938 fundó su propia orquesta típica.
Su estilo de ejecución tendió a favorecer al bailarín con un ritmo rápido. Como compositor se le recuerda especialmente como autor de la música del tango Indiferencia y de la milonga Campo afuera con versos de Homero Manzi.

## Sus inicios
Nació en el barrio de San Telmo en la ciudad de Buenos Aires. Al terminar la escuela primaria se dedicó a aprender música, en particular violín. Llegó a un compromiso con sus padres, que querían que continuara sus estudios, por lo que al mismo tiempo cursó en la Escuela Normal de Profesores "Mariano Acosta" y en el conservatorio del diario La Prensa, donde descubrió que prefería el piano al violín.
Comenzó a trabajar a los 13 años, a escondidas de sus padres, como pianista en un cine de barrio acompañando las películas, que en ese entonces eran mudas. En una de esas ocasiones, cuando tenía 15 años, lo escuchó Juan Maglio, quien lo invitó a tocar con él en el café El Nacional. Más adelante integró la orquesta del bandoneonista Miguel Orlando, en el cabaré Maipú Pigall.
En 1930 junto al violinista Antonio Rodio y los guitarristas José María Aguilar, Guillermo Barbieri y Domingo Riverol acompañó a Carlos Gardel en la grabación para el sello Odeon de los tangos Viejo smoking, Buenos Aires y Aquellas farras, el foxtrot Yo nací para ti, tú serás para mí y el vals Aromas de El Cairo.
Más adelante, Biagi se incorporó a la orquesta de Juan Bautista Guido, y luego a la de Juan Canaro, con quien actuó en el cine París e hizo una gira por Brasil. En esa orquesta conoció a Juan Carlos Thorry, con quien compuso el tango Indiferencia.

## En la orquesta de D'Arienzo
Biagi acostumbraba concurrir al cabaré "Chantecler" de Buenos Aires, donde actuaba la orquesta de Juan D'Arienzo, de quien era amigo. Una noche el director, cansado de la impuntualidad de su pianista Lidio Fasoli, le propuso a Biagi que lo reemplazara. D'Arienzo, a quien se le conocía por el alias "El rey del compás", se había propuesto un estilo de ejecución propicio para el bailarín. Por el contrario, Biagi venía de la escuela de Juan Maglio y de los cánones rítmicos y melódicos propios de la Guardia Vieja. La incorporación, sin embargo, fue exitosa.
Dice el estudioso del tango Horacio Salas: 

"Biagi impuso desde el teclado un estilo característico: picado, más veloz que el resto de las orquestas, monótono y musicalmente elemental, pero muy bailable, como para que pudieran ejercitarse en la danza aun quienes apenas conocían los rudimentos, porque eran conducidos por un ritmo contagioso, el recuperado compás de los tiempos de los tríos heroicos llevó a la orquesta a recurrir al casi abandonado dos por cuatro. El tango retomaba su alegría inicial. Se trataba de un estilo poco  apto para el oyente, pero de gran vibración para los bailarines. Los instrumentos tocaban al unísono y sólo podía distinguirse algún compás suelto del piano conductor, pero no más."

Además de las actuaciones en el Chantecler, trabajó con D'Arienzo en LR1 radio El Mundo, en bailes de clubes, en giras, actuó en la película Melodías porteñas dirigida por Enrique Santos Discépolo y grabó 71 piezas entre el 31 de diciembre de 1935 en que registró Orillas de Plata y el 22 de junio de 1938 en que registró Champagne tango.

## Con orquesta propia
Biagi debutó con su propia orquesta el 16 de septiembre de 1938 en el cabaré Marabú, continuando con el mismo estilo propicio al bailarín. Luego de una actuación en Radio Belgrano, el Gerente de Publicidad de la firma Palmolive, el señor Juan Bautista Bergerot, lo bautizó con el apodo de "Manos Brujas", que era un foxtrot de José María Aguilar con el que siempre iniciaba la actuación de su orquesta. En 1942 hizo una exitosa gira a Chile. Al inicio de los '50 fue una de las figuras del programa Glostora Tango Club de Radio El Mundo. Su orquesta fue, además, la primera en presentarse al comenzar la televisión argentina. Estuvo también como estrella del programa de Canal 13 "Casino Philips".
Como cantores trabajó junto a Teófilo Ibáñez, luego a Andrés Falgás y después a quien fue el cantor más exitoso en la orquesta, Jorge Ortiz, quien se desvinculó por un breve período para actuar con Miguel Caló, pero luego volvió con Biagi. Sus interpretaciones más memorables son Yuyo verde, Indiferencia, Pájaro ciego, Misa de once y Soledad la de Barracas.
Otros cantores que pasaron por la orquesta de Biagi fueron Alberto Lago, Alberto Amor y Carlos Acuña, del que se destacan sus versiones de los tangos A la luz del candil, Lonjazos y Uno. También fueron parte de la orquesta Carlos Saavedra, Carlos Heredia, Carlos Almagro y Hugo Duval. Duval fue quien permaneció el mayor tiempo con Biagi, hasta la disolución de la orquesta.
Entre los músicos que han trabajado con Biagi en este período están también a los bandoneonistas Juan Migliore y Agustín Bergato; los violinistas Oscar del Fuente (quien que era también su arreglista), Naum Klotzman y Cayetano Nostro; y el contrabajo Donato Calabrese.
Entre los músicos que colaboraron con Biagi merecen citarse los bandoneonistas Alfredo Attadia, Miguel Bonano y Ricardo Pedevilla, los violinistas Marcos Larrosa, Claudio González y Oscar de la Fuente, quien además fue su arreglista. Además tenía un pianista, Juan Carlos Giampé, que lo reemplazaba en la radio los domingos para poder ir al hipódromo.
Entre varias obras compuso el tango Cruz diablo; los valses Amor y vals, Como en un cuento y el tango Humillación todos con letra de Carlos Bahr; los tangos Gólgota, Magdala y Por tener un corazón en colaboración con Francisco Gorrindo; las milongas Campo afuera y Por la güeya con letra de Homero Manzi; el tango Dejá el mundo como está junto a Rodolfo Sciammarella; el tango Oh, mama mía con Carlos Marín y el tango Indiferencia con Juan Carlos Thorry.
Biagi murió el 24 de septiembre de 1969 en forma repentina debido a un descenso de presión.

## Valoración
Respecto de este músico dijo José Gobello:

"Todo sugiere que Biagi era un gran músico que se acotó a sí mismo al perfil de una reducida imagen de manos brujas. Tal vez con ello no haya hecho mucho bien a su fama, pero se lo hizo al tango, porque fue como si le estuviera recordando que un poco de sencillez nunca le cae mal.(...) Fue auténtico, artísticamente sincero. Enriqueció el tango con un nuevo estilo que es como si le hubiera agregado una cara al arduo poliedro tanguístico y se hubiera pasado cuatro décadas puliéndola con profesionalismo y con amor.